# Płyta australijska

Płyta australijska zaznaczona na pomarańczowo

Płyta australijska (ang. Australian Plate) – płyta tektoniczna, obejmująca swoim zasięgiem Australię, Nową Gwineę i większą część Nowej Zelandii oraz morza między nimi a także znaczną część Oceanu Indyjskiego. Razem z płytą indyjską tworzą płytę indoaustralijską.
Od północy płyta australijska graniczy z płytą eurazjatycką i z płytą pacyficzną. Ta ostatnia stanowi też jej wschodnią granicę. Południową granicę tworzy płyta antarktyczna, a zachodnią płyta afrykańska i płyta indyjska.
Od zachodu, południa, wschodu i północnego wschodu płytę australijską ograniczają grzbiety śródoceaniczne, w obrębie których w strefie spreadingu powstaje nowa skorupa oceaniczna, w związku z czym od dolnej kredy powstały oceany Indyjski i południowy Pacyfik, a Australia oddala się od Afryki, Antarktydy i Ameryki Południowej. Równocześnie, w związku z rozrostem dna oceanicznego, oddalają się od siebie strefy spreadingu (wschodnia i zachodnia oraz południowo-zachodnia i północno-wschodnia).